# Troy Fautanu
Troy Fautanu (Henderson, 11 ottobre 2000) è un giocatore di football americano statunitense che milita nel ruolo di offensive tackle per i Pittsburgh Steelers della National Football League (NFL).

## Carriera universitaria
Fautanu passò la prima stagione a Washington come redshirt, potendo cioè allenarsi con la squadra ma non scendere in campo. L'anno successivo disputò quattro partite. Nel 2021 disputò nove partite, di cui tre come titolare. Nel 2022 disputò tutte le 13 partite come titolare. Nel terzo turno della stagione 2022 contro Michigan State, Fautanu fu nominato offensive lineman della settimana della Pac-12. A fine anno fu inserito nella seconda formazione ideale della Pac-12. Nel 2023 vinse il Morris Trophy come miglior offensive lineman della Pac-12, di cui fu inserito nella formazione ideale. Gli Huskies, in possesso di una delle migliori linee offensive della nazione, giunsero fino alla finale di campionato, dove persero contro Michigan.

## Carriera professionistica

### Pittsburgh Steelers
Fautanu era considerato uno dei migliori offensive tackle selezionabili nel Draft 2024 e una scelta della prima metà del primo giro. Il 25 aprile 2024 fu chiamato come 20º assoluto dai Pittsburgh Steelers. Debuttò come professionista partendo come titolare nella gara del quinto turno contro i Denver Broncos in cui non concesse alcun sack e pressioni sul quarterback in 55 snap offensivi giocati. Quella fu tuttavia l'unica presenza della sua stagione da rookie poiché il 21 settembre fu inserito in lista infortunati per un problema a un ginocchio.